# Karantania
Karantania (łac. Carantanum, słoweń. Karantánija) − jedno z pierwszych państw słowiańskich w historii, założone przez osiadłe na terenach dzisiejszej Austrii i Słowenii plemię Karantan. Jego początki są nieznane.

## Historia

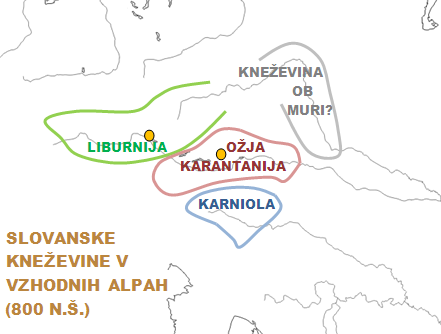
Słowiańskie księstwa we wschodnich Alpach około roku 800

Państwo karantańskie istniało już w VII wieku, być może nawet wcześniej. Jego władca Waluk miał udzielić wsparcia zbrojnego Samonowi podczas wojny z Frankami.
W VIII wieku Karantania toczyła wojny z Awarami. Pierwsza nie budząca wątpliwości wzmianka o tym państwie związana jest z księciem Borutą, który około 745 roku, w obliczu najazdu awarskiego, zwrócił się o pomoc do Bawarii. Bawarowie udzielili Karantanom wsparcia, jednak korzystając z sytuacji podporządkowali kraj królowi Franków. Następca Boruty, Kakacjusz, musiał już uzyskać zgodę Franków na objęcie tronu. Za jego panowania Karantania przyjęła chrzest w obrządku łacińskim.
Po śmierci Chotimira w 769 roku doszło do powstania zwolenników pogaństwa. Powstanie stłumione zostało w wyniku interwencji bawarskiej, a na tronie osadzony został wówczas Waltunk.
W 819 roku Karantania przyłączyła się do powstania Ljudevita Posawskiego. Po jego upadku w 822 państwo zostało zlikwidowane i włączone bezpośrednio do państwa Franków.

## Ustrój
Ustrój Karantanii oparty był na dawnym systemie organizacji plemiennej. Władca współrządził wraz z grupą możnych wywodzącą się ze starszyzny plemiennej. Dużą rolę w państwie odgrywali także tzw. kosezi,  wojownicy zobowiązani do służby wojskowej.
Kosezi dokonywali wyboru księcia, który następnie był intronizowany na książęcym kamieniu w Krnskim Gradzie (Karnburg).

## Władcy Karantanii
- Waluk (współczesny Samonowi)
- Boruta (połowa VIII wieku)
- Kakacjusz (ok. 750[3])
- Chotimir (753[3]−769)
- Waltunk (772−784[3])